# Zbyněk Hubač
Zbyněk Hubač (ur. 1 września 1940 w Trutnovie) – czechosłowacki skoczek narciarski.
Brał udział w trzech igrzyskach olimpijskich (1964, 1968 i 1972). Jego największym sukcesem jest dwukrotne zajęcie trzeciego miejsca w klasyfikacji generalnej: w 17. Turnieju Czterech Skoczni (11. miejsce w Oberstdorfie, 6. miejsce w Garmisch-Partenkirchen, 5. miejsce w Innsbrucku i 5. miejsce w Bischofshofen) oraz w 19. Turnieju Czterech Skoczni (4. miejsce w Oberstdorfie, 5. miejsce w Garmisch-Partenkirchen, 1. miejsce w Innsbrucku i 3. miejsce w Bischofshofen). Ponadto w 15. Turnieju Czterech Skoczni zajął 8. miejsce, a rok później był piąty. Był trenerem i informatorem czechosłowackiego kontrwywiadu wojskowego